# Under Nevada Skies
Under Nevada Skies è un film del 1946 diretto da Frank McDonald.
È un musical western statunitense con Roy Rogers, George 'Gabby' Hayes e Dale Evans.

## Produzione
Il film, diretto da Frank McDonald su una sceneggiatura di Paul Gangelin e J. Benton Cheney con il soggetto di M. Coates Webster, fu prodotto da Edward J. White, come produttore associato, per la Republic Pictures e girato nel ranch di Corriganville a Simi Valley e nel French Ranch a Thousand Oaks, in California.

## Colonna sonora
- I Want To Go West - scritta da Jack Elliott, cantata da Dale Evans, arrangiamento di Larry Russell
- Under Nevada Skies - scritta da Jack Elliott, cantata da Roy Rogers, Dale Evans e dai Sons of the Pioneers
- Sea-Goin' Cowboy - scritta da Tim Spencer, cantata dai Sons of the Pioneers
- Anytime That I'm With You - scritta da Jack Elliott, cantata da Roy Rogers e Dale Evans, arrangiamento di Lou Bring
- Ne-Ha-Nee - scritta da Bob Nolan, cantata da Roy Rogers e dai Sons of the Pioneers

## Distribuzione
Il film fu distribuito negli Stati Uniti dal 26 agosto 1946 al cinema dalla Republic Pictures. È stato distribuito anche in Brasile con il titolo Sob os Céus de Nevada.

## Promozione
La tagline è: "Roy - Never Better... than in this exciting story of his most amazing adventure!".